# وزنه‌برداری در المپیک تابستانی ۲۰۲۴ – ۸۹ کیلوگرم مردان
مسابقات وزنه برداری ۸۹ کیلوگرم مردان در المپیک تابستانی ۲۰۲۴ پاریس در تاریخ ۹ اوت در نمایشگاه پورت دو ورسای پاریس برگزار شد.

## رکورد‌ها
پیش از این رقابت، رکوردهای جهانی و المپیک موجود به شرح زیر بود.
| رکورد جهانی  | یک ضرب | ییسون لوپز (COL)   | ۱۸۲ کیلوگرم | فوکت، تایلند     | ۶ آوریل ۲۰۲۴   |  |
| رکورد جهانی  | دو ضرب | کارلوس ناسار (BUL) | ۲۲۳ کیلوگرم | دوحه، قطر        | ۱۰ دسامبر ۲۰۲۳ |  |
| رکورد جهانی  | مجموع  | لی دایین (CHN)     | ۳۹۶ کیلوگرم | جینجو، کره جنوبی | ۱۰ مه ۲۰۲۳     |  |
|              |        |                    |             |                  |                |  |
| رکورد المپیک | یک ضرب | استاندارد المپیک   | ۱۸۰ کیلوگرم | —                |                |  |
| رکورد المپیک | دو ضرب | استاندارد المپیک   | ۲۱۲ کیلوگرم | —                |                |  |
| رکورد المپیک | مجموع  | استاندارد المپیک   | ۳۹۰ کیلوگرم | —                |                |  |

## نتایج
| رتبه | ورزشکار            | ملیت      | یک‌ضرب (کیلوگرم) | یک‌ضرب (کیلوگرم) | یک‌ضرب (کیلوگرم) | یک‌ضرب (کیلوگرم) | دوضرب (کیلوگرم) | دوضرب (کیلوگرم) | دوضرب (کیلوگرم) | دوضرب (کیلوگرم) | مجموع  |
| رتبه | ورزشکار            | ملیت      | ۱               | ۲               | ۳               | نتیجه           | ۱               | ۲               | ۳               | نتیجه           | مجموع  |
| ---- | ------------------ | --------- | --------------- | --------------- | --------------- | --------------- | --------------- | --------------- | --------------- | --------------- | ------ |
| 1    | کارلوس نصار        | بلغارستان | ۱۷۳             | ۱۷۷             | ۱۸۰             | ۱۸۰             | ۲۱۳             | ۲۲۴             | —               | ۲۲۴ WR          | ۴۰۴ WR |
| 2    | جیسون لوپس         | کلمبیا    | ۱۷۵             | ۱۸۰             | ۱۸۰             | ۱۸۰             | ۲۰۵             | ۲۰۵             | ۲۱۰             | ۲۱۰             | ۳۹۰    |
| 3    | آنتونینو پیتزولاتو | ایتالیا   | ۱۷۲             | ۱۷۲             | ۱۷۶             | ۱۷۲             | ۲۱۲             | ۲۱۲             | ۲۱۲             | ۲۱۲             | ۳۸۴    |
| ۴    | مارین روبو         | مولداوی   | ۱۷۰             | ۱۷۵             | —               | ۱۷۵             | ۲۰۰             | ۲۰۸             | ۲۰۸             | ۲۰۸             | ۳۸۳    |
| ۵    | میر مصطفی جوادی    | ایران     | ۱۶۴             | ۱۶۸             | ۱۷۱             | ۱۶۸             | ۲۰۴             | ۲۱۷             | ۲۱۷             | ۲۰۴             | ۳۷۲    |
| ۶    | یو دونگ-جو         | کره جنوبی | ۱۶۳             | ۱۶۳             | ۱۶۸             | ۱۶۸             | ۲۰۳             | ۲۱۱             | ۲۱۷             | ۲۰۳             | ۳۷۱    |
| ۷    | آندرانیک کاراپتیان | ارمنستان  | ۱۷۰             | ۱۷۵             | ۱۷۷             | ۱۷۰             | ۲۰۰             | ۲۱۰             | ۲۱۵             | ۲۰۰             | ۳۷۰    |
| ۸    | کیدومار واینیا     | ونزوئلا   | ۱۵۷             | ۱۶۲             | ۱۶۵             | ۱۶۲             | ۱۹۰             | ۱۹۶             | ۲۰۰             | ۱۹۶             | ۳۵۸    |
| ۹    | رومن ایمادوشنه     | فرانسه    | ۱۵۵             | ۱۵۵             | ۱۶۱             | ۱۵۵             | ۱۹۵             | ۱۹۶             | ۲۰۴             | ۱۹۶             | ۳۵۱    |
| ۱۰   | کایل بروس          | استرالیا  | ۱۴۳             | ۱۴۸             | ۱۴۸             | ۱۴۸             | ۱۸۲             | ۱۸۲             | ۱۸۸             | ۱۸۲             | ۳۳۰    |
| —    | کریم ابوکحله       | مصر       | ۱۶۵             | ۱۷۰             | ۱۷۰             | ۱۶۵             | —               | —               | —               | —               | DNF    |
| —    | بودی سانتاوی       | کانادا    | ۱۵۸             | ۱۶۳             | ۱۶۶             | ۱۶۳             | ۱۸۶             | ۱۸۷             | ۱۸۸             | —               | DNF    |